# Schwarzenburg (huyện)
Huyện Schwarzenburg  là một trong 26 huyện hành chính ở bang Bern, Thụy Sĩ. Thủ phủ là thị xã Schwarzenburg, located in the municipality of Wahlern. Huyện này có diện tích 157 km² và gồm có 4 đô thị:
| Đô thị     | Dân số (Tháng 1 năm 2005) | Diện tích (km²) |
| ---------- | ------------------------- | --------------- |
| Albligen   | 484                       | 4,3             |
| Guggisberg | 1.633                     | 54,9            |
| Rüschegg   | 1.711                     | 57,4            |
| Wahlern    | 6.301                     | 40,6            |